# Felső-Zala-völgy
Felső-Zala-völgy este o arie protejată (arie specială de conservare — SAC, sit de importanță comunitară — SCI) din Ungaria întinsă pe o suprafață de 1.109,89 ha, integral pe uscat.

## Localizare
Centrul sitului Felső-Zala-völgy este situat la coordonatele 46°51′35″N 16°47′20″E / 46.859722°N 16.788889°E.

## Înființare
Situl Felső-Zala-völgy a fost declarat sit de importanță comunitară în mai 2004 pentru a proteja 14 specii de animale. Situl a fost protejat și ca arie specială de conservare în februarie 2010.

## Biodiversitate
Situată în ecoregiunea panonică, aria protejată conține 6 habitate naturale: Fânețe de joasă altitudine (Alopecurus pratensis, Sanguisorba officinalis), Lacuri eutrofice naturale cu vegetație de tip Magnopotamion sau Hydrocharition, Pajiști aluvionare inundabile, de Cnidion dubii, Păduri aluvionare cu Alnus glutinosa și Fraxinus excelsior (Alno-Padion, Alnion incanae, Salicion albae), Liziere de ierburi înalte hidrofile de câmpie și de nivel montan până la alpin, Pajiști cu Molinia pe soluri calcaroase, turboase sau argilos-nămoloase (Molinion caeruleae).
La baza desemnării sitului se află mai multe specii protejate:
- amfibieni (3): buhai de baltă cu burta roșie (Bombina bombina), izvoraș-cu-burta-galbenă (Bombina variegata), triton cu creastă dobrogean (Triturus dobrogicus)
- mamifere (3): vidră de râu (Lutra lutra), liliac cu urechi mari (Myotis bechsteinii), liliac comun (Myotis myotis)
- nevertebrate (5): Cucujus cinnaberinus, fluturele de noapte (Eriogaster catax), fluturele purpuriu (Lycaena dispar), phengaris nausithous (Maculinea nausithous), Maculinea teleius
- pești (2): zvârluga (Cobitis taenia), boarță (Rhodeus sericeus amarus)
- reptile (1): țestoasa de baltă (Emys orbicularis)

Pe lângă speciile protejate, pe teritoriul sitului au mai fost identificate 9 specii de plante, 6 specii de mamifere.